# Rodrigo Possebon
Rodrigo Pereira Possebon (Sapucaia do Sul, 13 de fevereiro de 1989) é um ex-futebolista ítalo-brasileiro que atuava como volante.
Atualmente, é diretor de futebol de base do Athletico Paranaense.

## Carreira

### Jogador
Começou sua carreira como volante no Internacional, em 2006.
Em janeiro de 2008, assinou com o Manchester United, comprado pelo valor de 3,5 milhões de euros. Por possuir ascendência italiana, tem a nacionalidade daquele país, e não precisou se submeter à legislação da União Europeia com relação à contratação de não-europeus. Chegou a ser convocado para a Seleção Italiana sub-20.
Estreou substituindo Giggs no segundo tempo da partida contra o Newcastle United, em 17 de agosto no empate de 1 a 1. Depois de um mês, foi titular pela primeira vez em um jogo da Taça da Liga Inglesa, contra o Middlesbrough, quando sofreu uma entrada grave e a lesão o tirou dos gramados por quase dois meses.
Em 1 de março de 2009, ganhou seu primeiro título com a camisa do United, após o Manchester bater o Tottenham 4-1 na disputa dos pênaltis, na final da Copa da Liga 2009, mas estava no banco de reservas e não foi utilizado.
No início da temporada 2009-10 foi emprestado ao Braga até o final da temporada, onde não conquistou muito espaço e praticamente não jogou. Após 6 meses voltou ao Manchester United.
Em agosto de 2010, Possebon assinou contrato por 4 anos com o Santos, visando alavancar sua carreira. Possebon estreou com a camisa do Santos no empate em 2 a 2 com o Atlético-MG, partida válida pelo Brasileirão 2010. Fez seu primeiro gol com a camisa do Santos no jogo contra o Santo André, que acabou empatado em 1 x 1 no dia 5 de fevereiro, em partida válida pelo Campeonato Paulista de 2011. Apesar de ter sido campeão da Libertadores em 2011 e eleito o melhor jogador do Peixe na primeira partida da fase de grupos, o jogador não conseguiu manter o alto nível. Pouquíssimo aproveitado no clube santista, onde chegou a ser sacado da lista do Mundial de 2011, Possebon acabou dispensado após um ano e meio no clube, tendo jogado 34 partidas e marcado apenas 1 gol.
Em 18 de janeiro de 2012, foi anunciado como reforço do Vicenza da Itália.
Em 6 de junho de 2012, foi contratado pelo Criciúma Esporte Clube. No dia 23 de novembro do mesmo ano, foi dispensado do mesmo, junto com outros 5 jogadores.
Em 2013, atuou pelo Juventude, onde conseguiu o acesso à Série C do Brasileiro.
Em janeiro de 2014 foi contratado pelo Nautico, sendo dispensado em maio do mesmo ano.
No fim de 2015, foi anunciado pelo URT para a temporada de 2016.
Em dezembro de 2016 foi contratado pela Passo Fundo para a disputa do Campeonato Gaúcho de 2017.
Encerrou sua carreira no HCM City, do Vietnã, em 2018.

### Fora dos campos
Em 2020, assume como gerente de futebol da Ferroviária, de São Paulo. Em maio de 2022, chegou para sua segunda passagem pelo clube, onde ficou até março de 2023.
Em junho de 2023, assume como diretor de futebol de base do Barra FC, clube de Balneário Camboriú.

## Títulos
Manchester United
- Supercopa da Inglaterra: 2008
- Copa da Liga Inglesa: 2008-09
- Premier League: 2008-09

Santos
- Copa do Brasil: 2010
- Campeonato Paulista: 2011
- Copa Libertadores: 2011[29]

URT
- Campeonato Mineiro do Interior: 2016